# PAドラム海物語 IN JAPAN
『PAドラム海物語 IN JAPAN』（ピーエードラムうみものがたりインジャパン、英: Drum Sea Story In Japan）は、2020年11月2日にサンスリーから発売されたデジパチタイプのパチンコ。型式名は「PAドラム海物語 IN ジャパン RBB」。

## 概要
『Pドラム海物語 IN 沖縄 桜バージョン』の後継機。ドラム海物語シリーズの第5弾。『Pスーパー海物語 IN JAPAN2』の要素を取り入れた機種である。ドラム海物語シリーズ初のb時短（遊タイム）とc時短（突然時短）が搭載された。発売時点では海物語シリーズではどちらの時短も取りいられておらず、b時短（遊タイム）は『P大海物語4スペシャル』で、c時短（突然時短）は『PA新海物語』でそれぞれ搭載された。また、海物語シリーズでは『CR大海物語2』より搭載されているタッチセンサーが取り入れられた。

## 図柄
2図柄、6図柄、8図柄はLUCKYとなる。1図柄、3図柄、5図柄はSUPER LUCKYとなる。7図柄はGREAT LUCKYとなる。その他図柄に関しては各項目を参照。
- 1. タコ
- 2. ハリセンボン
- 3. カメ
- 5. エビ
- 6. アンコウ
- 7. シュゴン
- 8. エンゼルフィッシュ
- 連

中央リールにのみ存在する。中央部に停止するとリーチ前兆予告に発展する。
- 花火タイム

全リールに存在する。中央部で揃うと花火タイム（突然時短）に突入する。

### 大当たり表示とラウンド数
| GREAT LUCKY | SUPER LUCKY | LUCKY |
| ----------- | ----------- | ----- |
| 10R         | 6R          | 4R    |

## モード解説
ジャパンモード
花火やお祭りにまつわる演出が搭載されているモード。
海モード
シンプルなモード。

## 予告演出
予告なし
リーチ成立直後に演出が起こらないこと。ノーマルリーチ発展濃厚となる。
泡予告
リールの下部分に泡が発生する演出。泡の色によって期待度が変化する。
イルミ魚群予告
リール部分の湾曲導光板に紫色のイルミ魚群が出現する演出。期待度が高い。
タイマー予告
ジャパンモード専用演出。
変動中や図柄停止時などに保留ランプの左側にあるセグのタイマーが発動し、カウントダウンが始まる演出。
遅れ予告
変動開始時にBGMの始まりが遅れる違和感演出。
滑り予告
右レールが効果音とともに半コマ進みあるいは半コマ戻ってリーチがかかる演出。
7図柄あおり予告
7図柄でのリーチ成立を煽る演出。リーチが成立すれば期待度が高くなる。ST中にリーチが成立すれば大当たり濃厚となる。
花火タイム図柄あおり予告
花火タイム図柄揃いを煽る演出。花火図柄が揃えば突然時短（花火タイム）に突入する。7図柄に昇格するパターンもあり、その場合は10ラウンド大当たりとなる。ひぃふぅみぃランプ予告を経由して発生した場合は図柄揃いが濃厚となる。
楽曲リーチあおり予告
「響け!ネオジャポニズム」または「わっしょい夏祭り」に合わせてリーチ成立を煽る演出。リーチが成立すると、響け!ネオジャポニズムリーチまたはわっしょい夏祭りリーチに発展する。「海物語 〜Go!Go! SEA STORY〜 エレクトロMix」が流れるとスーパーリーチ発展濃厚となる。
ライン増加予告
シングルリーチ成立時に発生する。
リーチ成立直後に左右導光板の花火が光り、リーチライン数が増加する演出。3図柄と5図柄のダブルリーチに変化すると期待度が高くなる。
COOL JAPANランプ予告
スーパーリーチ発展時に、掛け声とともに盤面右下のCOOL JAPANランプが点滅する演出。
左先停止予告
ジャパンモード専用演出。
左リールが通常より早く停止する演出。リーチが成立するとリーチ前兆予告に発展する。リーチが成立しない場合はチャンス目予告に発展する。ワリンのボイスが発生すると保留内での大当たりが濃厚となる。
右図柄停止予告
ジャパンモード専用演出。
図柄停止時に右リールが最初に停止する演出。リーチが成立するとリーチ前兆予告に発展する。リーチが成立しない場合はチャンス目予告に発展する。
リーチ時ランプ予告
ジャパンモード専用演出。
リーチ成立時にランプが発光する演出。
花火発展予告
ジャパンモード専用演出。
リーチ成立時にリールに花火が打ち上がる演出。花火の色や形によって期待度が変化する。

## 保留先読み予告
チャンス目予告
チャンス目（同一図柄が非テンパイ形で液晶画面内に3つ停止）が停止する演出。連続するほど期待度が高くなる。発生した際にはリールからエフェクトが発光し、光の色によって期待度が変化する。
保留変化予告
ジャパンモード専用演出。
保留ランプの色が変化する予告。色によって期待度が変化する。入賞時のサウンドが通常と異なると期待度が高くなる。
保留変化前兆予告
ジャパンモード専用演出。
フラッシュが発生し保留ランプが3回点滅する演出。発生した時点で保留変化予告発生の期待度が高くなる。
入賞時前兆フラッシュ予告
ヘソ入賞時に枠が光る演出。光の色によって期待度が変化する。入賞時にボイスが流れるとイルミ魚群予告発生濃厚となる。
リーチ前兆予告
ノーマルリーチ中に中央リールの中央部に連図柄が停止する演出。後の変動でも連図柄が停止する場合もあり、連続するほど期待度が高くなる。停止した際のランプの色によって期待度が変化する。
ひぃふぅみぃランプ予告
盤面左下にあるひぃふぅみぃランプが複数回の変動をまたいで1つずつ発光するステップアップ予告。ひぃ、ふぅ、みぃの順番で発光し、全てが光ると花火タイム図柄揃いの期待度が高くなる。花火タイム図柄あおり予告に発展すれば、花火タイム突入濃厚となる。
BGM盛り上がり前兆予告
ジャパンモード専用演出。
保留を消化するたびにBGMが盛り上がっていく演出。
わっしょい予告
ジャパンモード専用演出。
「わっしょい」の掛け声とともに変動が開始するステップアップ演出。演出が連続するほど期待度が高くなる。
そいや予告
ジャパンモード専用演出。
「そいや」の掛け声とともに変動が開始するステップアップ演出。演出が連続するほど期待度が高くなる。
ウェーブゾーン
ジャパンモード専用演出。
わっしょい予告のステップ2から発展する。変動中にリールがウェーブを起こし、全体が青色になる演出。ボイスによって期待度が変化する。
カウントダウン準備予告
ジャパンモード専用演出。
中央リール中央部に3図柄、2図柄、1図柄が順番に停止する演出。1図柄まで発生するとカウンドダウンゾーンに発展する。
カウントダウンゾーン
ジャパンモード専用演出。
中央リールの中央部にカウントダウン形式で3図柄、2図柄、1図柄の順番に停止する演出。1図柄まで停止すると期待度が高くなる。
お祭りゾーン
ジャパンモード専用演出。
盤面全体が赤色に発光する演出。
変動BGM延長予告
ジャパンモード専用演出。
変動中のBGMが図柄停止時も止まらない演出。
花火先読み予告
ジャパンモード専用演出。
変動開始時に左リールと右リールに花火が浮かび上がる演出。花火の色によって期待度が変化する。
変動開始ジングル予告
ジャパンモード専用演出。
変動中に琴、三味線、太鼓などの楽器の音が発生する演出。
スペシャル魚群タイム
ジャパンモード専用演出。
保留が8個溜まると突入する場合がある特殊ゾーン。リーチが成立するとボタンプッシュが促され、スペシャル魚群が発生すると大当たり濃厚となる。
魚群レーダー予告
スペシャル魚群タイム中専用演出。リールに魚群レーダーが発生する演出。魚群レーダーの色によって期待度が変化する。
変動開始順予告
海モード専用演出。
リールが通常とは異なる動きで変動が始まる演出。
うずしおランプ予告
海モード専用演出。
変動中にリールの区切りになっている4本のランプが発光する演出。発光が通常より激しかったり、赤色の光の場合は期待度が高くなる。
波ランプ予告
海モード専用演出。
リールが左から右側へ流れる波のような発光をする演出。
波紋ランプ予告
海モード専用演出。
リールに波紋のような光が浮かび上がる演出。波紋が赤色だと期待度が高くなる。

## チャンスボタン演出
タッチ予告
リーチ成立直後やスーパーリーチ発展時にリールのタッチを促される演出。タッチしてリールがフリーズすると10ラウンド大当たり濃厚となる。
リーチ時タッチ予告
リーチ成立時にリールをタッチすることでバックランプが発光する演出。光の色によって期待度が変化する。
スーパーリーチ時タッチ予告
スーパーリーチ発展時にリールをタッチすることで導光板が発光する演出。光の色によって期待度が変化する。
裏ボタン
リーチ中にボタンを押すことでエッジランプが発光する演出。光の色によって期待度が変化する。

## リーチ演出
ノーマルリーチ
特に何も起こらないリーチ演出。期待度は低い。シングルリーチ及びダブルリーチのどちらからも発展する。
サイクロンボタンリーチ
ハズレ目停止後にリールが消灯することで発展する。サイクロンボタンを回すのを促され、回して図柄が揃うと大当たりとなる。
楽曲リーチ
楽曲に合わせてリールが変動する演出。2種類存在するが、期待度に差は無い。
響け!ネオジャポニズムリーチ
「響け!ネオジャポニズム」に合わせてリールが変動する演出。
わっしょう夏祭りリーチ
「わっしょい夏祭り」に合わせてリールが変動する演出。
スーパー夏祭りリーチ
「夏祭り」に合わせてリールが変動する演出。他のスーパーリーチから発展する場合もある。発生した時点で期待度が高い。
神輿リーチ
ジャパンモード専用演出。
掛け声に合わせて左リールと右リールが上下に動く演出。
盆踊りリーチ
ジャパンモード専用演出。
盆踊りのBGMと掛け声に合わせて中央リールが上下に動く演出。バックライトが青色に点灯する。
太鼓リーチ
ジャパンモード専用演出。
太鼓の音色に合わせて中央リールが変動する演出。
花火チャンス
ジャパンモード専用演出。
ドラムへのタッチを促される演出。ドラムをタッチして花火が発生すれば大当たり濃厚となる。
超スローリーチ
海モード専用演出。
シングルリーチから発展する。中央リールが低速回転する演出。
ブルブルスローリーチ
海モード専用演出。
大当たりを煽る場面で中央リールが震える演出。
大波リーチ
海モード専用演出。
ダブルリーチから発展する。バックライトが紫色に点灯し、中央リールが低速回転する演出。

## プレミアム演出
イルミ魚群系プレミアム
イルミ魚群予告に関するプレミアム演出。数種類存在する。
金魚群
金色のイルミ魚群が出現する演出。
連続魚群
ノーマルリーチ中にイルミ魚群が3回連続で出現する演出。
スペシャル魚群
スペシャル魚群タイム中専用演出。
虹色のイルミ魚群が出現する演出。
サムプレミアム
リーチ中にサムが出現する演出。
ボイスプレミアム
変動開始時などにマリン、ワリン、ウリンのいずれかのボイスが流れる演出。
枠外プレミアム
図柄が枠外で揃った場合、効果音の後に図柄が枠内に移動し大当たりとなる演出。必ず発生する訳ではない。
全回転リーチ
図柄が揃った状態で変動する演出。ノーマルリーチから再始動が発生すると発展する
逆変動
変動時にリールが逆回転する演出。
最長突破当たり
スーパーリーチ発展時、中央リールがリーチ図柄を超えても停止しない演出。

## 大当たりラウンド演出
JAPANフラッシュチャンス
大当たりラウンド中にJAPANフラッシュが発生する昇格演出。発生すると10ラウンド大当たりに昇格する。

## その他演出
再始動
リーチが外れた際に、中央リールが再び動き出して大当たりになる演出。ダブルリーチで発生した場合は奇数図柄での大当たりとなる。

## 可動役物

### JAPANフラッシュ
ドラム上部にある役物。中央のランプと左側のクジラッキー役物で構成されている。変動時の一発告知としての機能を果たしており、演出が発生した時点で大当たり濃厚となる。一発告知にはサイレント、ベリーショート（図柄揃い直前にボタンプッシュすることで発生）、ショート、ロング、超ロング、の5種類があるサイレント、ベリーショート、ショートは大当たり濃厚、ロングは奇数図柄での大当たり濃厚、超ロングは10ラウンド大当たり濃厚となる。

### メガパト
ジャパンフラッシュの上部に設置されているパトランプの役物。発光しながら回転すると10ラウンド大当たり濃厚となる。

## 大当たり・確変・時短
ST機となっており、大当たりラウンド終了後は必ず電サポ（ST+時短）に突入する。STは10回と決まっているが、時短の回数はラウンド数によって異なる（10ラウンド大当たりの場合は289回、6ラウンド大当たり及び4ラウンド大当たりの場合は30回）。
b時短（遊タイム）とc時短（突然時短）も搭載されている。b時短（遊タイム）は、通常確率時に290回消化すると379回の時短に突入する。b時短379回を消化後に290回の変動を消化しても再びb時短には突入しない。c時短（突然時短）は、通常時に花火タイム図柄（時短図柄）が揃うことで突入する（回数は20回または40回）。b時短（遊タイム）はスペシャル花火タイム、c時短（突然時短）は花火タイムとそれぞれ名称がついている。

## プレミアムラウンド
- 1回目：JITTERIN'JINNが歌う「夏祭り」
- 2連荘達成：マリンが歌う「響け!ネオジャポニズム 〜日本全国Ver〜」
- 3連荘達成：「わっしょい夏祭り」
- 4連荘達成：マリン&ワリン&ウリンが歌う「アカキイロスミレイロ」
- 5連荘達成：マリンが歌う「海物語 〜Go!Go! SEA STORY〜 エレクトロMix」
- 6連荘達成：アイマリン（内田彩）が歌う「ラブ☆ダッシュremix」
- 7連荘達成：ウリンが歌う「キラキラ☆彡ハッピー」
- 8連荘達成：「海物語リミックス」
- 10ラウンド大当たり：メドレー
- サムプレミアムでの大当たり：サムが歌う「サムのムキムキエブリデイ」
- 大当たりオープニング時ボタンを10回押す（10ラウンド大当たり時は不可）：サムが歌う「サムのムキムキエブリデイ」

## スペック
| 型式                         | 型式                         | SBE                                                                               |
| ---------------------------- | ---------------------------- | --------------------------------------------------------------------------------- |
| 特賞種別                     | 特賞種別                     | デジパチ                                                                          |
| 大当たり確率                 | 通常時                       | 1/99.9                                                                            |
| 大当たり確率                 | 高確率時                     | 1/19.3                                                                            |
| c時短確率                    | c時短確率                    | 1/163.8                                                                           |
| 大当たり+c時短合算確率       | 大当たり+c時短合算確率       | 1/62.0                                                                            |
| タイプ                       | タイプ                       | 遊パチ                                                                            |
| 賞球数                       | 賞球数                       | 3 & 2 & 10 & 4 & 3                                                                |
| ラウンド・カウント数         | ラウンド・カウント数         | 10R or 6R or 4R・10C                                                              |
| 大当たりシステム             | 大当たりシステム             | ST                                                                                |
| 確変突入率                   | 確変突入率                   | 100/100（100%、ST10回）                                                           |
| 大当たりの内訳（始動口共通） | 大当たりの内訳（始動口共通） | 10R（ST10回+時短289回）：8% 6R（ST10回+時短30回）：46% 4R（ST10回+時短30回）：46% |
| c時短内訳                    | c時短内訳                    | 40回：20% 20回：80%                                                               |
| 大当たり出玉                 | 大当たり出玉                 | 10R：1000個 6R：600個 4R：400個                                                   |
| リミット                     | リミット                     | なし                                                                              |
| 電サポ                       | 確変                         | 大当たり終了後ST10回                                                              |
| 電サポ                       | a時短                        | ST終了後289回・30回                                                               |
| 電サポ                       | b時短（遊タイム）            | 低確率状態を290回消化後379回                                                      |
| 保留の数                     | 保留の数                     | 上始動口4個+下始動口4個                                                           |
| 保留の優先消化               | 保留の優先消化               | なし（入賞順に消化）                                                              |